# Amor e Sorte
Amor e Sorte é uma série de televisão brasileira produzida pela TV Globo e exibida de 8 a 29 de setembro de 2020.
Criada pelo autor Jorge Furtado, com direção artística de Patricia Pedrosa e Andrucha Waddington, é baseada na série Diário de Um Confinado, desta vez tratando do mesmo tema: a quarentena por conta da pandemia do COVID-19.
Cada episódio desta série é uma poesia diferente sobre a quarentena, e cada trama foi pensada especialmente para ser interpretada por grandes nomes da dramaturgia que passam este período juntos.

## Enredo
Todos dizem eu te amo, mas é em momentos adversos que o amor é posto à prova. Entre quatro paredes, ou algumas a mais, a quarentena trouxe para as pessoas rotinas e vivências nunca antes experimentadas. Muitos de nós se viram diante de conflitos internos, mas também externos, principalmente com as pessoas isoladas por tempo indeterminado.

## Exibição
A primeira temporada estreou em 8 de setembro de 2020 e se encerrou em 29 de setembro, contando com 4 episódios.
Estreou na Globoplay em 15 de setembro, e a emissora já estuda uma nova temporada, com atores diferentes, por ter tido altos índices de audiência.
A série foi exibida no canal fechado GNT, entre 2 a 23 de dezembro de 2020, nas quartas feiras às 22h.
A série ganhou um spin-off, em formato de especial de fim de ano, focado nas personagens Lúcia e Gilda. O episódio chamado "Gilda, Lúcia e o Bode" foi exibido em 25 de dezembro de 2020, após a novela A Força do Querer.

## Elenco

### Lúcia e Gilda
| Intérprete          | Personagem |
| ------------------- | ---------- |
| Fernanda Montenegro | Gilda      |
| Fernanda Torres     | Lúcia      |
| Joaquim Waddington  | Giba       |
| Ricardo Pereira     | Miguel     |
| Arlete Salles       | Olga       |
| Vanessa Bueno       | Rita       |
| Cleiton Morais      | Ronaldo    |

### Linha de Raciocínio
| Intérprete   | Personagem |
| ------------ | ---------- |
| Taís Araújo  | Tabata     |
| Lázaro Ramos | Cadú       |
| Drica Moraes | Fernanda   |

### Territórios
| Intérprete         | Personagem |
| ------------------ | ---------- |
| Emilio Dantas      | Francisco  |
| Fabiula Nascimento | Clara      |
| Johnny Massaro     | Hugo       |

### A Beleza Salvará o Mundo
| Intérprete      | Personagem |
| --------------- | ---------- |
| Caio Blat       | Manoel     |
| Luisa Arraes    | Teresa     |
| Drica Moraes    | Fernanda   |
| Johnny Massaro  | Hugo       |
| Arlete Salles   | Olga       |
| Cristiano Sauma | João       |

## Especial de Natal
Às vésperas da virada do ano, elas precisam lidar com o bode arrematado por Gilda no período em que estiveram na Serra e com um grande “bode na sala” em função das dificuldades financeiras e da insistência da senhora em viver cada segundo sem pensar no amanhã. No final do especial, Gilda diz: “O bode não é ‘o’ bode. É um bode.”

### Gilda, Lúcia e o Bode
| Ator/Atriz          | Personagem   |
| ------------------- | ------------ |
| Fernanda Montenegro | Gilda        |
| Fernanda Torres     | Lúcia        |
| Joaquim Waddington  | Dimas        |
| Arlete Salles       | Olga         |
| Fabiula Nascimento  | Silvia       |
| Muse Maya           | Sarah Graça  |
| Kelzy Ecard         | Eva          |
| Thelmo Fernandes    | Cláudio      |
| Cibele Santa Cruz   | Maria        |
| Fernando Pestana    | Tio de Dimas |

## Episódios
| N.º na série | N.º na temp. | Título                     | Dirigido por                         | Escrito por | Exibição original      | Audiência |
| --- | ------------ | -------------------------- | ------------------------------------ | ----------- | ---------------------- | --------- |
| 1 | 1            | "Lúcia e Gilda"            | Patricia Pedrosa Andrucha Waddington | ASA         | 8 de setembro de 2020  | 21,9      |
| Lúcia (Fernanda Torres) arrasta a mãe Gilda (Fernanda Montenegro) para a serra e a obriga a ficar confinada. Juntas, passam a resgatar questões mal resolvidas do passado e experimentam as transformações que o isolamento social pode trazer para os relacionamentos. |              |                            |                                      |             |                        |           |
| 2 | 2            | "Linha de Raciocínio"      | Lázaro Ramos                         | ASA         | 15 de setembro de 2020 | 21,5      |
| Lázaro Ramos e Taís Araújo retratam um casal confinado que, ao divergir sobre uma questão ideológica, chega a uma grande discussão matrimonial turbinada pelos nervos à flor da pele. |              |                            |                                      |             |                        |           |
| 3 | 3            | "Territórios"              | Patricia Pedrosa Andrucha Waddington | ASA         | 22 de setembro de 2020 | 18.0      |
| Clara (Fabiula Nascimento) e Francisco (Emilio Dantas) decidem se separar à noite e, no dia seguinte, ele já viajaria para um congresso. Só que, pela manhã, é surpreendido pelo cancelamento do voo e do evento em que participaria. Para piorar a situação, ela fica doente e os dois suspeitam que ela esteja com o novo coronavírus. Os dois precisam então ficar isolados dentro do mesmo apartamento, lidar com a situação caótica no mundo. |              |                            |                                      |             |                        |           |
| 4 | 4            | "A Beleza Salvará o Mundo" | Patricia Pedrosa Andrucha Waddington | ASA         | 29 de setembro de 2020 | 16,4      |
| Manoel (Caio Blat) e Teresa (Luisa Arraes) falam sobre um relacionamento que começa exatamente quando as pessoas precisam entrar em confinamento. |              |                            |                                      |             |                        |           |